# Stede Grootebroek
De stede Grootebroek (ook wel aangeduid als stede Broek of stede Broec) was een West-Friese 'stede', een bestuursvorm waarbij stadsrechten werden verleend aan een combinatie van dorpen, waarbij de afzonderlijke plaatsen hun eigen dorpsbestuur hielden. De stede ontstond in 1364, toen Albrecht van Beieren, graaf van Holland, stadsrechten verleende aan de dorpen Grootebroek en Bovenkarspel onder de naam stede Broec. In officiële stukken werd de stad echter als spoedig aangeduid als stede Grootebroek. In 1402 en 1404 werd de stede uitgebreid met respectievelijk Lutjebroek en Hoogkarspel. In 1811 werd de stede weer opgesplitst in verschillende gemeenten en werd de stede Grootebroek opgeheven.

## Stedelijk bestuur op het West-Friese platteland
In de literatuur omtrent de geschiedenis van het graafschap Holland en het latere gewest Holland van de Republiek der Zeven Verenigde Nederlanden wordt onderscheid gemaakt tussen de ommuurde steden, waarvan de belangrijkste een eigen stem hadden in de Staten van Holland, en de Westfriese plattelandssteden die wel een stedelijke bestuursvorm bezaten, maar nooit zijn uitgegroeid tot 'echte' steden. Tussen 1402 (de oprichting van de stede Schellinkhout) en 1415 was namelijk het hele Westfriese platteland verdeeld in dorpencombinaties met stadsrechten als onderdeel van een bestuurlijke hervorming. Deze hervorming was waarschijnlijk een reactie op de ontevredenheid van de Westfriese bevolking over het functioneren van de baljuws en had tot gevolg dat in 1413 het Westerbaljuwschap en in 1415 het Oosterbaljuwschap van West-Friesland werden opgeheven. De stede Grootebroek is ruim 40 jaar eerder opgericht, maar deze stede wordt algemeen gerekend tot dezelfde categorie, gezien de overeenkomsten in bestuursvorm (behoud van afzonderlijke dorpsbesturen) en morfologie (ontbreken van omwallingen).
Het verlenen van stadsrechten betekende vooral dat de poorters (burgers) van Grootebroek en Bovenkarspel - en later ook Lutjebroek en Hoogkarspel - grotere zelfstandigheid kregen op het bestuurlijk gebied en hun eigen rechtspraak konden regelen. De afzonderlijke dorpen hadden eigen dorpsbesturen en hadden een zekere mate van zelfstandigheid binnen de stede, onder andere op het gebied van het weg- en waterbeheer. Daarnaast werden de schepenen van het stadsbestuur gekozen door de vroedschappen van de afzonderlijke dorpen.
In het gewest Holland was er een groeiend verschil in status en invloed tussen de ommuurde steden, waarvan in de middeleeuwen de meeste en tijdens de republiek alle stemhebbend waren in de Staten van Holland. Zo probeerden de steden in de staten steeds meer voorrechten beperkt te houden tot de ommuurde steden. In 1575 werd de stede Grootebroek toegelaten tot de vergadering van de Staten, maar uit angst voor precedentwerking - er waren immers nog veel meer plattelandssteden in West-Friesland - werd het stemrecht van Grootebroek uiteindelijk afgewezen; Grootebroek zou als vanouds vallen onder de gebruikelijke vertegenwoordiging van het platteland door de adel.
Hoewel de stede Grootebroek nooit stadswallen heeft gehad, werd er evenals in andere steden onderscheid gemaakt tussen de poorters, die woonachtig waren binnen de grenzen van de "vrijheid" en de "uutpoorters" die woonachtig waren op het omliggende platteland, de banne van dorpen Grootebroek, Bovenkarspel, Lutjebroek en Hoogkarspel. Deze banne strekte zich uit tot aan de Zuiderzee in het zuiden en het noorden (het huidige Andijk viel ook binnen dit gebied) en tot vlak bij de poorten van Enkhuizen in het oosten. Uit de door het stadsbestuur uitgevaardigde keuren blijkt dat de "uutpoorters" niet dezelfde rechten hadden als de poorters van de stede.

## De haven
De haven Broekerhaven is ontstaan toen de stede Grootebroek in 1415 toestemming kreeg een haven te bouwen in het zuidelijk achterland van de stede. Het duurde echter tot 1449 voor men daadwerkelijk met de aanleg van de haven kon beginnen. Dit kwam doordat de nabijgelegen stad Enkhuizen faliekant tegen de aanleg was. De zaak werd verergerd doordat de stede tijdens de Hoekse en Kabeljauwse twisten partij koos voor Jacoba van Beieren en Enkhuizen voor Filips de Goede, hertog van Bourgondië.
Dit leidde tot een aantal confrontaties tussen de twee steden. De bekendste en grootste was die van 1425, toen Hoekse soldaten verborgen zaten in de Broekerse hooischuiten en zo het Kabeljauwse Enkhuizen probeerde binnen te komen. De soldaten werden echter ontdekt en verjaagd, wat overigens niet betekende dat Grootebroek plotseling ophield met het steunen van de Hoeken.
Stede Grootebroek verloor haar stadsrechten toen de Hoekse en Kabeljauwse twisten in het voordeel van Filips waren beslecht. Ook het plan tot aanleg van een haven was hiermee van de baan. Grootebroek kreeg ook een zware boete opgelegd. Maar nadat de stede steun- en aanhankelijkheidsbetuigingen aan Filips had betuigd, kreeg ze in 1436 de stadsrechten weer terug en werd het plan tot de aanleg van een haven weer van de plank gehaald. In 1448 werd het plan goedgekeurd. Zo begon men op 30 juli 1449 met het doorgraven van de zeedijk om de haven aan te leggen.
Bij de haven ontstond ook een nieuwe woonkern, die dezelfde naam kreeg als de haven. Lange tijd werd het als een zelfstandige kern beschouwd; de woonkern viel ook buiten het gezag van de stede. Bij het uit elkaar vallen van de stede in diverse gemeenten in 1807 werd Broekerhaven onderdeel van de gemeente Bovenkarspel.

## Opheffing van de stede
Tijdens de Bataafse Republiek en het Koninkrijk Holland werd de bestuurlijke indeling van Nederland meermaals veranderd. Het definitieve einde van de Stede Grootebroek kwam in 1811, toen de nieuwgevormde gemeenten Bovenkarspel, Grootebroek en Hoogkarspel de opheffing van de stede voorstelden aan de onderprefect van het arrondissement Hoorn. De schulden zouden evenredig naar het aantal inwoners worden verdeeld, terwijl het raadhuis voorlopig gemeenschappelijk bezit zou blijven en het oude mannen- en vrouwenhuis gesloopt zou worden. De financiële afwikkeling liep tot de jaren 1828-1837.

## Gemeente Stede Broec
In 1979 voegden de gemeenten Grootebroek en Bovenkarspel zich samen onder de huidige gemeentenaam Stede Broec, een verwijzing naar de historische stede. De plaatsen Lutjebroek, Horn, Grootebroek en Bovenkarspel vormen inmiddels één agglomeratie van ruim 21.000 inwoners en de gemeente omschrijft zichzelf dan ook als 'verstedelijkte plattelandsgemeente'. Daarnaast zijn de dorpen vastgegroeid aan Enkhuizen enerzijds, en Hoogkarspel, in de tegenwoordige gemeente Drechterland anderzijds, waarmee een bevolking van zo’n 50.000 inwoners in dit gebied woont.